# Phineas Lawrence Windsor
Phineas Lawrence Windsor (auch Phineas L. Windsor; * 21. Februar 1871 in Chenoa, McLean County, Illinois; † 2. September 1965 in Urbana, Champaign County, Illinois) war ein US-amerikanischer Bibliothekar.

## Leben

### Familie und Ausbildung
Phineas Lawrence Windsor, der Sohn des Ministers der Methodist Church Reverend John Alexander Windsor (1828–1912) sowie dessen erster Ehefrau Amy Arnold Windsor (1840–1871), graduierte 1895 zum Bachelor of Philosophy an der Northwestern University in Evanston. In der Folge komplettierte er in Albany seine Ausbildung von 1897 bis 1899 an der New York State Library School sowie von 1899 bis 1900 an der Albany Law School.
Phineas Lawrence Windsor heiratete am 1. Januar 1902 die aus Lockport im Bundesstaat New York gebürtige Entomologin Margaret Fursman Boynton (1872–1944). Dieser Verbindung entstammten die Töchter Margaret, Mary Francis und Elizabeth Arnold. Windsor, der Mitgliedschaften in der Delta Tau Delta College Fraternity, der Methodist Church sowie im University Club of Urbana innehielt, verstarb im Spätsommer 1965 94-jährig in Urbana.

### Beruflicher Werdegang
Phineas Lawrence Windsor trat 1899 seine erste Stelle als Assistent an der New York State Library an, 1900 wechselte er in das Copyright Office der Library of Congress nach Washington, D.C. 1903 folgte Windsor einem Ruf als Bibliothekar an die University of Texas nach Austin. 1909 übersiedelte er in der gleichen Funktion an die University of Illinois nach Urbana, zugleich wurde er dort zum Direktor der Library School bestellt. Zusätzlich lehrte der 1940 Emeritierte seit 1924 als Professor of Library Science.
Phineas Lawrence Windsor übte darüber hinaus von 1924 bis 1949 die Position des Direktors der Commercial Building & Loan Association, von 1936 bis 1949 jene des Direktors der Free Public Library und von 1940 bis 1949 jene des Treasurers der Wesley Foundation aus.  In den Jahren 1934 bis 1949 gehörte er dem Advisory Committee der Illinois State Library in Springfield an.
Der 1939 mit der Ehrendoktorwürde der University of Columbia ausgezeichnete Phineas Lawrence Windsor, Mitglied der American Library Association, der Association of College and Reference Libraries, der American Association of School Librarians, der Illinois Library Association, der Bibliographical Society of America sowie der American Historical Association, zählt zu den führenden Bibliothekaren der Vereinigten Staaten seiner Zeit.

## Publikationen
- Some American university libraries we should know, in: American libraries, 5., Madison, 1916
- The Association of American Library Schools, in: Bulletin of the American Library Association, Volume 11, American Library Association, Chicago, July 1917, S. 160–162.
- zusammen mit Frank Keller Walter: Summary of recommendations for a new library building at Iowa state college, Ames, Iowa, Minneapolis, 1922
- A central Illinois Methodist minister, 1857-1891. Read before a women's study group of Trinity Methodist Church of Urbana, Illinois, March, 1944, Urbana, 1959
- zusammen mit Julia Bedford Ideson, Texas Library Association: Handbook of Texas libraries, Austin, Texas, 1904–1935
- University of Illinois (Urbana-Champaign campus). Library School Association: Phineas L. Windsor lectures in librarianship, University of Illinois Press, Urbana
- Papers, 1890-1965, Archivmaterial: Englisch